# Старі Янковці
Старі Янковці (хорв. Stari Jankovci) — населений пункт і громада в Вуковарсько-Сремській жупанії Хорватії.

## Населення
Населення громади за даними перепису 2011 року становило 4 405 осіб, 2 з яких назвали рідною українську мову. Населення самого поселення становило 1 429 осіб.
Динаміка чисельності населення громади:
Динаміка чисельності населення центру громади:

## Населені пункти
Крім поселення Старі Янковці, до громади також входять: 
- Нові Янковці
- Оролик
- Слаковці
- Сріємське Лазе

## Клімат
Середня річна температура становить 11,07 °C, середня максимальна – 25,34 °C, а середня мінімальна – -5,98 °C. Середня річна кількість опадів – 677 мм.
| Клімат поселення                              | Клімат поселення | Клімат поселення | Клімат поселення | Клімат поселення | Клімат поселення | Клімат поселення | Клімат поселення | Клімат поселення | Клімат поселення | Клімат поселення | Клімат поселення | Клімат поселення | Клімат поселення |
| Показник                                      | Січ.             | Лют.             | Бер.             | Квіт.            | Трав.            | Черв.            | Лип.             | Серп.            | Вер.             | Жовт.            | Лист.            | Груд.            |                  |
| Середній максимум, °C                         | 5,80             | 7,82             | 12,40            | 17,10            | 22,40            | 25,34            | 25,10            | 24,82            | 20,82            | 15,30            | 9,41             | 5,50             |                  |
| Середня температура, °C                       | −0,1             | 1,97             | 6,56             | 11,20            | 16,52            | 19,50            | 21,16            | 20,88            | 16,87            | 11,31            | 5,48             | 1,50             |                  |
| Середній мінімум, °C                          | −5,98            | −3,91            | 0,68             | 5,32             | 10,65            | 13,60            | 17,20            | 16,90            | 12,90            | 7,38             | 1,50             | −2,48            |                  |
| Норма опадів, мм                              | 43               | 38               | 43               | 55               | 60               | 88               | 69               | 62               | 51               | 55               | 61               | 52               |                  |
| Середньомісячна швидкість вітру, м/с          | 2.20             | 2.42             | 2.80             | 2.70             | 2.40             | 2.20             | 2.16             | 2.00             | 1.95             | 2.10             | 2.20             | 2.22             |                  |
| Середньомісячна сонячна радіація, кДж/м²·день | 4347             | 7106             | 11056            | 15553            | 19484            | 21480            | 22399            | 20386            | 15105            | 9515             | 4959             | 3637             |                  |
| --------------------------------------------- | ---------------- | ---------------- | ---------------- | ---------------- | ---------------- | ---------------- | ---------------- | ---------------- | ---------------- | ---------------- | ---------------- | ---------------- | ---------------- |
| Джерело:                                      |                  |                  |                  |                  |                  |                  |                  |                  |                  |                  |                  |                  |                  |